# Tragána
Tragána är en ort i Grekland.   Den ligger i prefekturen Fthiotis och regionen Grekiska fastlandet, i den centrala delen av landet, 90 km nordväst om huvudstaden Aten. Tragána ligger 25 meter över havet och antalet invånare är 864.
Terrängen runt Tragána är kuperad söderut, men norrut är den platt. Havet är nära Tragána norrut. Runt Tragána är det ganska glesbefolkat, med 31 invånare per kvadratkilometer. Närmaste större samhälle är Malesína, 9,6 km öster om Tragána. == Kommentarer ==
1. ↑  Framräknat ur variansen i alla höjduppgifter (DEM 3") från Viewfinder Panoramas, inom 10 km radie.[2] Mer om algoritmen finns här: Användare:Lsjbot/Algoritmer.